# Ceraunopatía
Ceraunopatía es el efecto de las descargas eléctricas de los rayos sobre el cuerpo humano. Lo estudia la ceraunomedicina, tanto en sus aspectos físicos, como en los efectos psicológicos de las descargas de rayos. Es un anglicismo innecesario la expresión "Keraunopatía".

## Cuadro clínico

### Efectos inmediatos

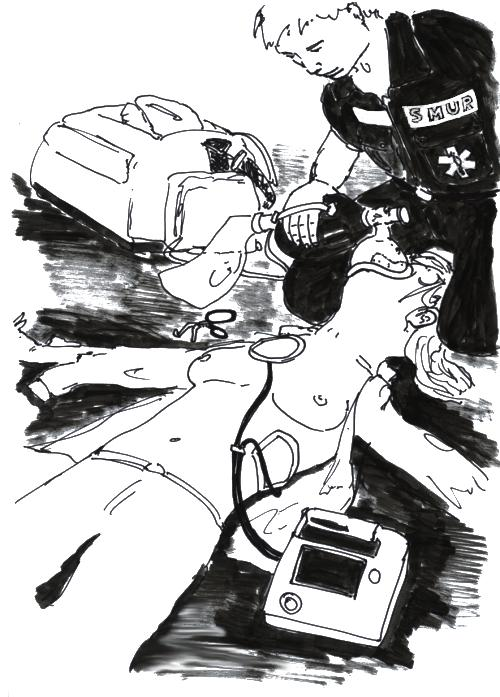
Intento de desfibrilación, con el médico a la cabeza del paciente, sin contacto con el mismo.

Las heridas más graves ocurren en el sistema circulatorio, los pulmones y el sistema nervioso central, pero los rayos también afectan a otros sistemas del cuerpo. Muchas víctimas sufren un paro cardiorrespiratorio instantáneo y no logran sobrevivir sin atención médica inmediata. Quien atienda al paciente no corre peligro al administrar estos cuidados ya que la víctima no retiene ninguna carga eléctrica tras el impacto del rayo (por supuesto, quien atiende a la víctima puede ser alcanzado por otro rayo que caiga cerca). Otras víctimas pueden sufrir de infarto agudo de miocardio y varios trastornos del ritmo cardíaco (arritmias); cualquiera de estos dos puede ser una rápida causa de muerte. Es muy común que se pierda el conocimiento tras el impacto. La amnesia y la confusión son también síntomas comunes que se presentan con distintas duraciones.
Tras experimentos hechos con ovejas, se ha demostrado que un rayo en la cabeza entra a través de ojos, oídos, nariz y boca, y converge en el tronco encefálico, el cual controla la respiración. Muchas víctimas quienes se encuentran inconscientes o aparecen sin vida mueren de asfixia.

### Efectos a largo plazo
Un examen físico completo por los equipos médicos o paramédicos pueden revelar la existencia de tímpanos rotos y cataratas en los ojos; esto a veces ocurre pasado más de un año de recuperación sin novedades. Los daños a largo plazo suelen ser de naturaleza neurológica e incluyen perturbaciones del sueño, fallos de la memoria, dolores crónicos y mareos crónicos.

## Tratamiento
La reanimación cardiopulmonar aumenta las posibilidades de supervivencia si se aplica inmediatamente y se continúa hasta la recuperación del tronco encefálico. Luego se aplicarán los tratamientos que correspondan a cada tipo de lesión sufrida.